# Тихое (Пятихатский район)
Тихое (укр. Тихе) — село, Савровский сельский совет, Пятихатский район,
Днепропетровская область, Украинская ССР.
Население по данным 1982 года составляло 10 человек.
Село ликвидировано в 1987 году.
Село находилось на расстоянии в 1,5 км от сёл Савро, Вольное и Семёновка.